# 伊劳埃·亚当
伊劳埃·亚当（法語：Eloi Adam，1999年3月16日—），法國男子羽毛球運動員。就讀法國國家體育學院。

## 簡歷
2017年12月，伊劳埃·亚当出戰威爾斯羽毛球國際賽，與萨米·科维合作拿得男子雙打比賽亞軍。

## 主要比賽成績
只列出曾進入準決賽的國際賽事成績：
| 年份   | 賽事                       | 公開賽級別 | 項目     | 拍檔          | 成績   |
| ------ | -------------------------- | ---------- | -------- | ------------- | ------ |
| 2017年 | 歐洲青年羽毛球錦標賽       | 其他       | 混合團體 | －            | 冠軍   |
| 2017年 | 拉脫維亞羽毛球國際賽       | 未來系列賽 | 男子雙打 | 萨米·科维     | 準決賽 |
| 2017年 | 立陶宛羽毛球國際賽         | 未來系列賽 | 男子雙打 | 萨米·科维     | 準決賽 |
| 2017年 | 威爾斯羽毛球國際賽         | 未來系列賽 | 男子雙打 | 萨米·科维     | 亞軍   |
| 2018年 | 愛沙尼亞羽毛球國際賽       | 國際系列賽 | 男子雙打 | 萨米·科维     | 準決賽 |
| 2019年 | 荷蘭羽毛球國際賽           | 國際系列賽 | 混合雙打 | 玛戈特·兰伯特 | 準決賽 |
| 2019年 | 拉脫維亞羽毛球國際賽       | 未來系列賽 | 男子雙打 | 萨米·科维     | 亞軍   |
| 2019年 | 希臘羽毛球公開賽           | 國際系列賽 | 男子雙打 | 朱利安·馬尤   | 冠軍   |
| 2019年 | 保加利亞羽毛球公開賽       | 國際系列賽 | 男子雙打 | 朱利安·馬尤   | 冠軍   |
| 2019年 | 意大利羽毛球國際賽         | 國際挑戰賽 | 男子雙打 | 朱利安·馬尤   | 準決賽 |
| 2020年 | 歐洲羽毛球男女子團體錦標賽 | 其他       | 男子團體 | －            | 季軍   |
| 2021年 | 歐洲羽毛球混合團體錦標賽   | 其他       | 混合團體 | －            | 亞軍   |
| 2021年 | 荷蘭羽毛球公開賽           | 國際挑戰賽 | 男子雙打 | Kenji Lovang  | 準決賽 |
| 2022年 | 奧爾良羽毛球大師賽         | 超級100賽  | 男子雙打 | 朱利安·馬尤   | 準決賽 |
| 2023年 | 新亞奎丹羽毛球未來系列賽   | 未來系列賽 | 男子雙打 | 萊奧·羅西     | 冠軍   |
| 2023年 | 新亞奎丹羽毛球未來系列賽   | 未來系列賽 | 混合雙打 | 雪倫·鮑爾     | 冠軍   |
| 2024年 | 歐洲羽毛球男女子團體錦標賽 | 其他       | 男子團體 | －            | 亞軍   |
| 2024年 | 南特羽毛球國際挑戰賽       | 國際挑戰賽 | 男子雙打 | 萊奧·羅西     | 準決賽 |
| 2024年 | 台北羽球公開賽             | 超級300賽  | 男子雙打 | 萊奧·羅西     | 準決賽 |
| 2024年 | 土耳其羽毛球國際挑戰賽     | 國際挑戰賽 | 男子雙打 | 萊奧·羅西     | 亞軍   |
| 2024年 | 荷蘭羽毛球公開賽           | 國際挑戰賽 | 男子雙打 | 萊奧·羅西     | 準決賽 |
| 2024年 | 蘇格蘭羽毛球公開賽         | 國際挑戰賽 | 男子雙打 | 萊奧·羅西     | 亞軍   |
| 2025年 | 歐洲羽毛球混合團體錦標賽   | 其他       | 混合團體 | －            | 亞軍   |
| 2025年 | 歐洲羽毛球錦標賽           | 其他       | 男子雙打 | 萊奧·羅西     | 亞軍   |

| 2007-2017年 | 首要超級賽 | 超級賽 | 黃金大獎賽 | 大獎賽 | 國際挑戰賽 | 國際系列賽 | 未來系列賽 | 其他 |

| 2018-2026年 | 總決賽 | 超級1000賽 | 超級750賽 | 超級500賽 | 超級300賽 | 超級100賽 | 國際挑戰賽 | 國際系列賽 | 未來系列賽 | 其他 |